# Resolutie 55 Veiligheidsraad Verenigde Naties
Resolutie 55 van de Veiligheidsraad van de Verenigde Naties werd goedgekeurd op de 342e vergadering van de Raad eind juli 1948. De resolutie passeerde met negen stemmen voor, geen tegen en met twee onthoudingen van Oekraïne en de Sovjet-Unie.

## Achtergrond
Nederland en Indonesië waren met bemiddeling van de VN-Veiligheidsraad tot de Renville-overeenkomst gekomen.

## Inhoud
De Veiligheidsraad had het rapport van het Comité (ter plaatse) over de Bandungconferentie op 27 mei 1948, het derde tussentijds rapport over de stilval van de onderhandelingen en het rapport over de handelsbeperkingen in Indonesië in overweging genomen.
De overheden van Nederland en Indonesië werden opgeroepen om de Renville-overeenkomst, zowel op militair als economisch vlak, na te leven en de politieke principes erin toe te passen.

## Verwante resoluties
- Resolutie 41 Veiligheidsraad Verenigde Naties prees de intenties tot een vreedzame oplossing.

Lijst ·  38 ·  39 ·  40 ·  41 ·  42 ·  43 ·  44 ·  45 ·  46 ·  47 ·  48 ·  49 ·  50 ·  51 ·  52 ·  53 ·  54 ·  55 ·  56 ·  57 ·  58 ·  59 ·  60 ·  61 ·  62 ·  63 ·  64 ·  65 ·  66